# Oryza longistaminata
Oryza longistaminata är en gräsart som beskrevs av Auguste Jean Baptiste Chevalier och Roehr. Oryza longistaminata ingår i släktet rissläktet, och familjen gräs. Inga underarter finns listade i Catalogue of Life.

## Bildgalleri

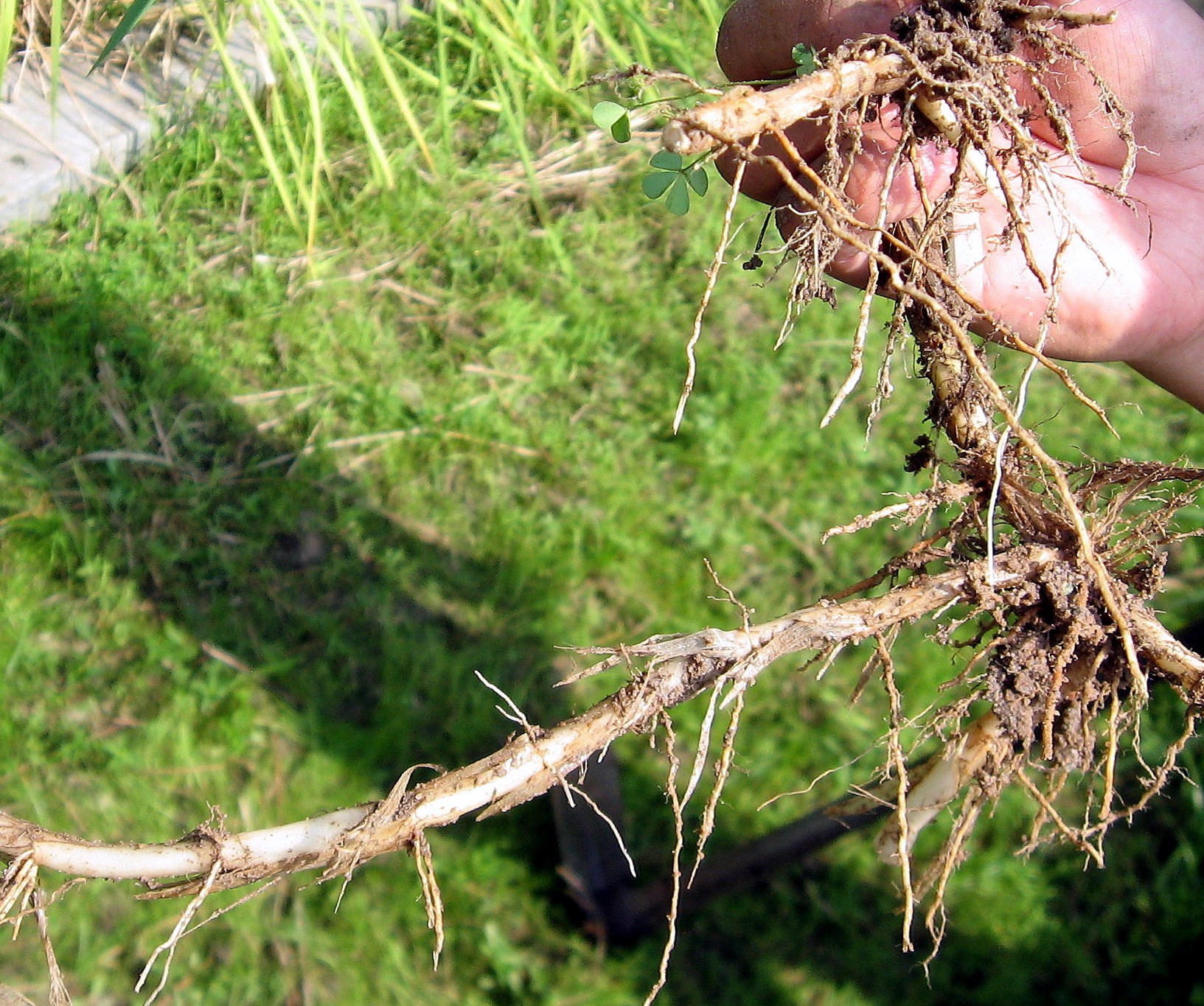
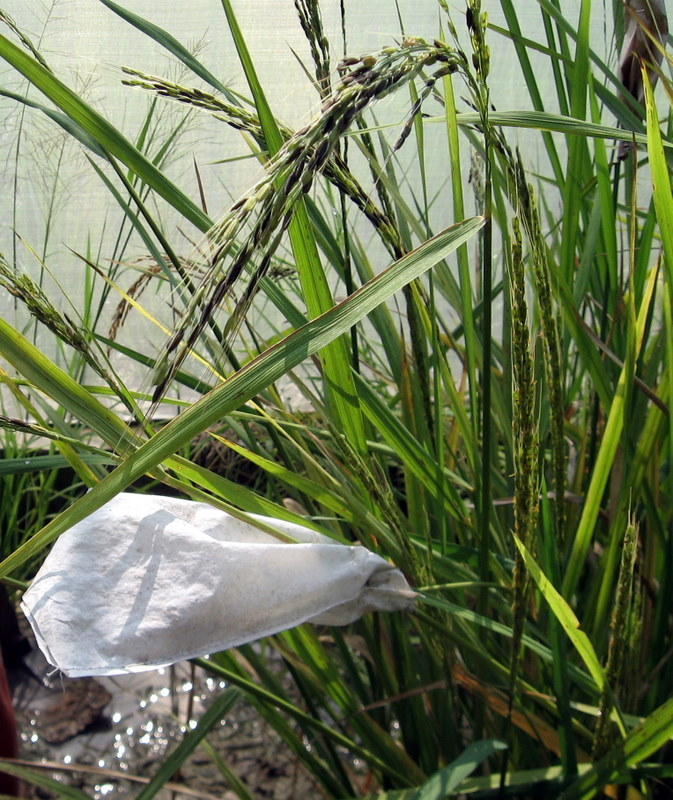
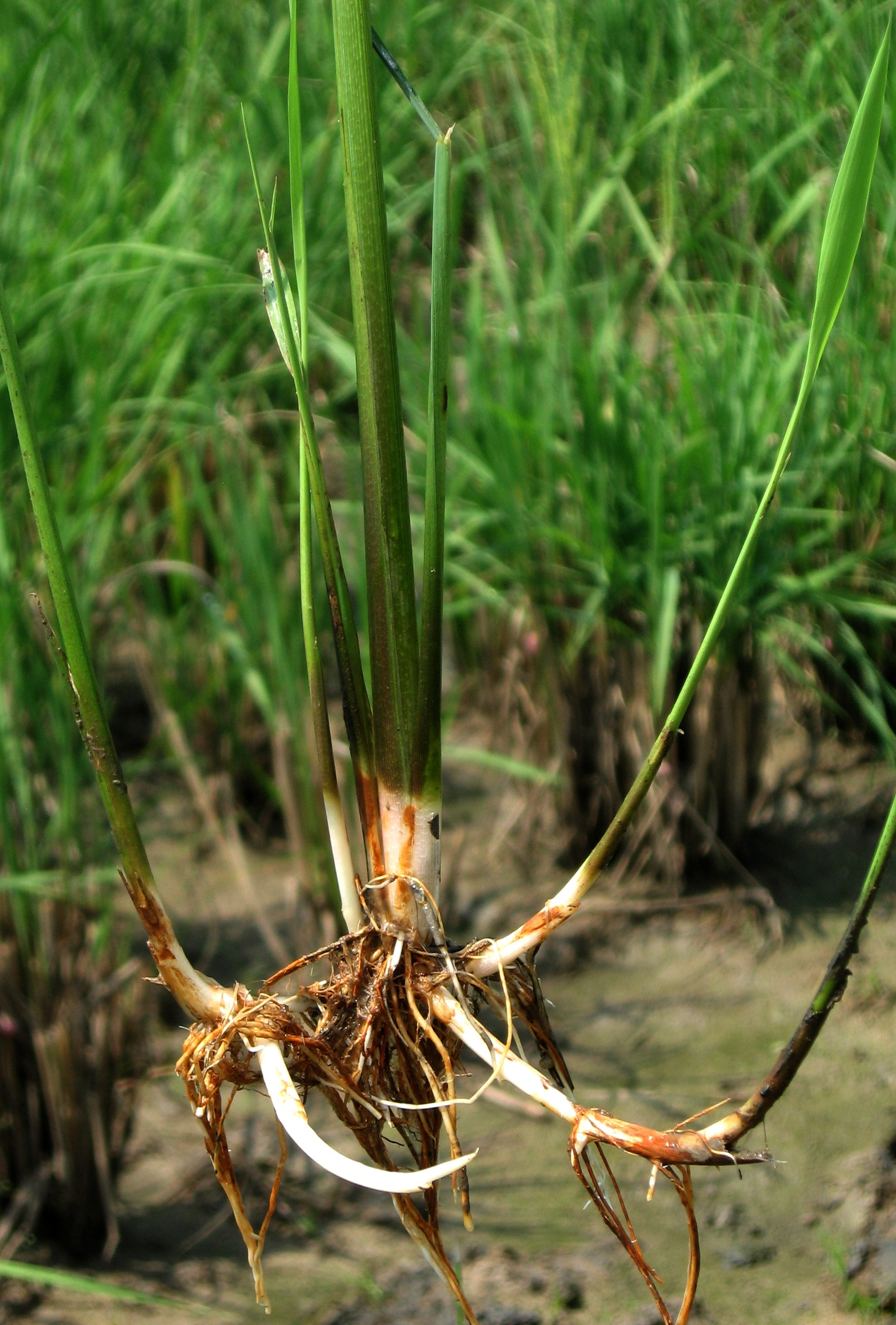